# Round-trip delay time

Fig. 1 Representació gràfica del Temps d'anar i tornar

Round-trip delay time (o RTT) és un terme temporal. S'aplica en el món de les telecomunicacions i xarxes informàtiques al temps que triga un paquet enviat des d'un emissor a tornar a aquest mateix emissor havent passat pel receptor de destinació.
Aquest valor és important, perquè intervé de manera crucial en l'eficiència de nombrosos sistemes. Per exemple, durant la càrrega d'una pàgina web utilitzant el protocol HTTP v1.0, la descàrrega de cada element de la pàgina necessita l'obertura i la clausura d'una connexió TCP. La durada de descàrrega de l'element és doncs necessàriament superior a 2 RTT.